# Lužec pod Smrkem
Lužec pod Smrkem – przystanek kolejowy w miejscowości Raspenava, w powiecie Liberec w kraju libereckim, w Czechach. Znajduje się na linii kolejowej 038 Raspenava - Bílý Potok pod Smrkem, na wysokości 360 m n.p.m.. 

## Linie kolejowe
- 038: Raspenava - Bílý Potok pod Smrkem